# Kaširskaja
Kaširskaja (in russo Каширская?) è una stazione di interscambio della Metropolitana di Mosca. Fu aperta l'11 agosto 1969 come stazione della tratta Kachovskij, e dal 1983 fu interscambio tra i rami Kachovskaja e Orechovskaja della Linea Zamoskvoreckaja. Dal 1995 è inoltre divenuta il capolinea della Linea Kachovskaja, che si è staccata dalla Zamoskvoreckaja.

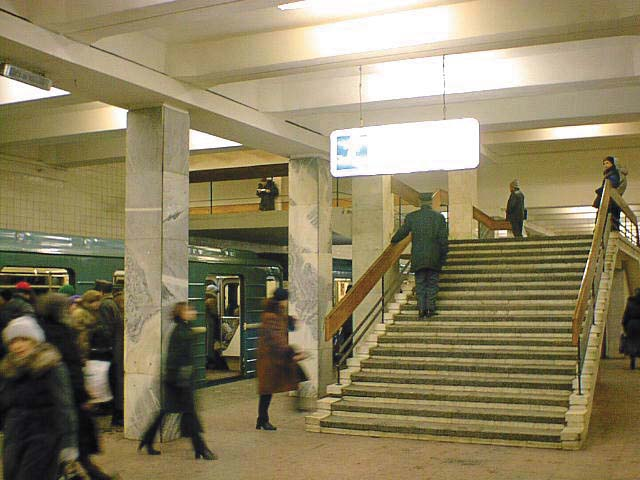
Passaggio centrale

La stazione consiste in due sale parallele con il design tipico delle stazioni degli anni sessanta. Decorativamente, le sale differiscono l'una dall'altra non più che dalle altre stazioni costruite con lo stesso metodo. La sala oriengale è opera degli architetti Nikolaj Demčinskij e Julija Kolesnikova, e presenta pilastri rettangolari ricoperti da marmo grigio, piastrelle in ceramica bianche sulle mura e pavimento in granito rosso e asfalto sui margini delle banchine. La sala occidentale è identica, eccezion fatta per i pilastri ricoperti in marmo scuro, e il pavimento ricoperto da granito grigio anziché rosso; è opera degli architetti Nina Alëšina e Natalija Samojlova. Il design della stazione è anche dettato dal nome, che deriva dalla Stazione Idroelettrica Kašira situata a Kašira e dall'Istituto di Fisica e Ingegneria di Mosca, situati presso la stazione. Entrambe le sale mostrano grandi opere in metallo di Z. Vetrova basate sul tema dell'elettricità.

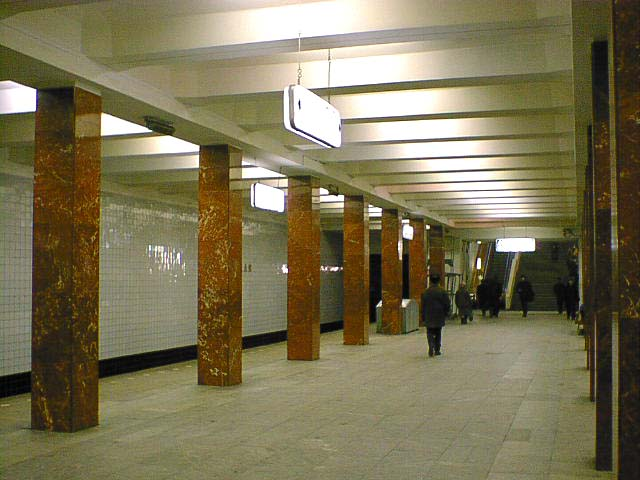
Kaširskaja - sala occidentale

La stazione si trova su una grande arteria a sud di Mosca, intersezione dei viali Andropova e Kaširskoe, strade che divengono, una volta fuori dalla capitale, le autostrade M4 e M5 (le E115 e E119 europee). La fermata è anche situata in un punto in cui si incontrano tre quartieri di Mosca: Nagatino-Sadovniki, Moskvoreče-Saburovo e Južnij. Dopo l'apertura fu soggetta a un intenso traffico di passeggeri, particolarmente prima dell'apertura del ramo Orechovo. Per affrontare il traffico di passeggeri, le entrate furono realizzare in misura più ampia delle normali stazioni e per un accesso più diretto fu anche costruito un passaggio centrale con una scala a metà della banchina, che conduce ai due ingressi.

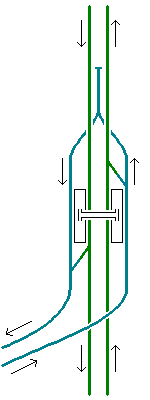
Disegno del tracciato dei binari della stazione

Una delle principali ragioni per cui la Linea Kachovskaja si è separata dalla Zamoskvoreckaja è stato il disegno del tracciato. Nel 1969 furono aperte entrambe le banchine e nel 1983 l'estensione verso Orakhovo continuò ad utilizzare i binari della linea senza offrire miglioramenti al servizio. Il risultato fu che (vedi diagramma sotto) solo la banchina in direzione nord poteva offrire lo sbocco verso l'interscambio, mentre i passeggeri che erano diretti a sud e che volevano cambiare direzione dovevano attendere il treno giusto da un lato della banchina
Ci furono diverse proposte per risolvere il problema, tra cui la costruzione di una seconda giunzione prima della banchina diretta verso sud, ma ciò sarebbe stato impossibile senza interruzioni del servizio. Uno scenario alternativo sarebbe potuto consistere nel cambiamento della linea in modo tale da far procedere i treni sulla sinistra, ma pure questa ipotesi fu abbandonata per ragioni pratiche, una delle quali era la posizione delle porte.
La soluzione scelta fu la separazione del ramo Kachovskaja in una linea separata, il che avvenne il 20 novembre 1995. Tuttavia, dato che la linea era prossima alla Riserva Naturale Kolomenskoe, i gruppi ambientalisti insistettero sul fatto che la linea non fosse estesa all'interno del parco. Questo fatto obbligò le banchine ad essere più corte, adatte ad ospitare treni da sei carrozze come quelli che procedono sulla linea Kachovskaja.
In un lontano futuro, è probabile che la linea Kachovskaja diventi parte del futuro grande anello. Il percorso effettivo è ancora in dibattito, e la variazione è sia ad est, verso Bratislavskaja, per poi seguire il percorso della Linea Ljublinskaja verso Pečatniki o direttamente verso Pechatniki attraverso un percorso più a nord. Quest'ultimo progetto sarebbe più pratico, ma Bratislavskaja è già stata attrezzata come futuro nodo di interscambio; in ogni casi, è ancora presto per considerare seriamente il progetto, dato che il grande anello è ancora molto lontano dalla realizzazione.